# Numicia creusa
Numicia creusa är en insektsart som beskrevs av Ronald Gordon Fennah 1958. Numicia creusa ingår i släktet Numicia och familjen Tropiduchidae. Inga underarter finns listade i Catalogue of Life.